# Tokugawa Iemochi
En aquest nom japonès, el cognom és Tokugawa.
Tokugawa Iemochi (徳川 家茂, Minato, 17 de juliol de 1846 – Osaka, 20 de juliol de 1866) fou un militar japonès, 14è shōgun del shogunat Tokugawa del Japó que va governar entre el 1858 i el 1866. Durant el seu regnat va haver de confrontar el contacte del Japó amb la resta del món, després de la visita del Comodor Perry el 1853. També durant el seu mandat es va iniciar el període de decadència del shogunat.
El seu nom al néixer era Kikuchiyo, va ser l'onzè fill de l'onzè daimyō de Wakayama han Tokugawa Nariyuki, i va néixer a Edo (l'actual Tòquio).
El 1847, quan només tenia un any, va ser adoptat com a hereu del dotzè daimyō Tokugawa Narikatsu, i el va succeir el 1849, agafant el nom de Tokugawa Yoshitomi el 1851. Tot i això, el 1858 va ser anomenat successor de la línia principal Tokugawa donada la mort sobtada del tretzè shogun, Tokugawa Iesada, que no va deixar descendència. L'elecció de Yoshitomi no va tenir problemes, tot i que hi havia certa part del govern que van recomanar a Tokugawa Yoshinobu o a Matsudaira Naritami com a shogun, que a diferència de Iemochi, eren adults. Quan va assumir el càrrec de shogun va canviar el seu nombre a Iemochi.
El 22 d'abril del 1863 va realitzar una gran processió cap a Kyoto, seguit per 3.000 vassalls en el seu recorregut. El motiu d'aquest viatge va ser per visitar l'Emperador del Japó (l'anterior cop que un shogun havia visitat Kyoto havia estat el 1603).
Com a part del moviment Kobe Gattai ("Unió de la Cort i el Shogunat"), Iemochi es va casar amb la Princesa Imperial Kazu-no-miya Chikako, filla de l'Emperador Ninkō i germana petita de l'Emperador Kōmei. No obstant això, va morir a l'edat de 20 anys. La causa de la seva mort es creu que va ser una fallada del cor produït pel beri-beri, una malaltia causada per la deficiència de tiamina.